# Salomon Bochner
Salomon Bochner   (Podgórze i Podgórze, 20 d'agost de 1899 - Houston, 2 de maig de 1982) va ser un matemàtic europeu emigrat als Estats Units.

## Vida i Obra
Bochner va néixer a l'antiga ciutat de Podgórze (avui un barri de Cracòvia, aleshores Imperi Austrohongarès) en una família jueva modesta. En esclatar la Primera Guerra Mundial la família es va traslladar a Berlín fugint de les hostilitats. A Berlín, Bochner va tenir l'oportunitat de fer els estudis secundaris en un bon institut, on va adquirir una afició per la història i les humanitats que li van perdurar tota la vida. El 1918 va ingressar a la universitat de Berlín per estudiar matemàtiques i el 1921 obtenia el doctorat amb una tesi supervisada per Erhard Schmidt sobre els sistemes ortogonals de funcions analítiques. Durant els quatre anys següents va estar treballant al negoci familiar d'importació i exportació, estudiant només de forma recreativa. Malgrat el seu èxit comercial, la família sabia que el seu interès real estava en les matemàtiques i el van encoratjar a posar-s'hi.
Des de 1925 va estar a la universitat de Copenhaguen, treballant amb Harald Bohr en un tema relativament nou: les funcions quasi-periòdiques. El 1927 va ser nomenat professor de la universitat de Múnic, però el 1933, amb la victòria electoral nazi, va ser desposseït del càrrec i va esdevenir, novament, un refugiat a Anglaterra, abans de marxar als Estats Units, on va ser contractat per la universitat de Princeton el 1933. Va ser professor a Princeton fins a la seva jubilació el 1968. Després de la jubilació, i com que no se sentia ben rebut a Princeton, va acceptar una plaça docent a la universitat de Rice a Houston (Texas) que va exercir fins a la seva mort el 1982 en aquesta ciutat.
Les seves recerques més influents van ser en els camps de la teoria de la probabilitat, de l'anàlisi de Fourier, funcions de varies variables complexes i geometria diferencial. En fer-se gran, va retornar als seus antics interessos històrics i filosòfics i, a partir de 1962, va publicar dos llibres i una vintena d'articles d'història de les matemàtiques i de la ciència.
Bochner tenia les seves peculiaritats de caràcter que el podien portar a situacions o comentaris estranys. Quan en una classe a Princeton començava a definir el concepte de varietat, s'embolicava de forma irremediable i acabava dient: Bé!. Tots nosaltres sabem el que és una varietat. O quan justificava la seva aversió per pícnics i barbacoes dient: A la humanitat li va costar milions d'anys aprendre a cuinar i menjar a casa, i no veig cap motiu per a revertir el procés. El 1969, en un banquet en el seu honor, en el qual va ser convidat a parlar, només va dir que la pena més gran de la seva vida era no haver pujat mai en el tramvia que cobria el recorregut entre Princeton i Trenton en els anys trenta.